# 조정대로
조정대로(漕艇大路, Jojeong-daero)는 서울특별시 강동구 상일동 상일 나들목과 경기도 하남시 미사동 미사리 조정경기장을 잇는 도로이다. 상일 나들목에서 황산사거리까지 구간은 국도 제43호선에 속한다.

## 역사
- 2010년 3월 15일 : 2개 이상 시·도에 걸쳐 있는 도로로 조정대로를 고시[1]

## 주요 경유지
서울특별시
- 강동구 상일동

경기도
- 하남시 (풍산동 · 망월동 / 덕풍동)

## 노선
| 이름                       | 접속 노선                             | 소재지          | 소재지          | 비고               |
| 천호대로와 직결            | 천호대로와 직결                       | 천호대로와 직결 | 천호대로와 직결 | 천호대로와 직결    |
| -------------------------- | ------------------------------------- | --------------- | --------------- | ------------------ |
| 상일 나들목                | 100호선 수도권제1순환고속도로         | 서울특별시      | 강동구          | 국도 제43호선 구간 |
| 황산사거리                 | 국도 제43호선 (하남대로) 미사강변대로 | 하남시          | 미사동          | 국도 제43호선 구간 |
| 진등 교차로 (진등지하차도) | 덕풍로 미사강변동로                   | 하남시          | 미사동          |                    |
| 조정카누경기장교차로       | 미사대로                              | 하남시          | 덕풍동          |                    |

## 주요 건물 및 시설
- 한국토지주택공사 하남사업본부 (경기도 하남시 조정대로 72)
- 아이테코 (경기도 하남시 조정대로 150)